# Landry
Landry is een gemeente in het Franse departement Savoie in de regio Auvergne-Rhône-Alpes. De plaats maakt deel uit van het arrondissement Albertville. Landry telde op 1 januari 2022 810 inwoners.

## Geografie
De oppervlakte van Landry bedroeg op 1 januari 2022 10,62 vierkante kilometer; de bevolkingsdichtheid was toen 76,3 inwoners per km².

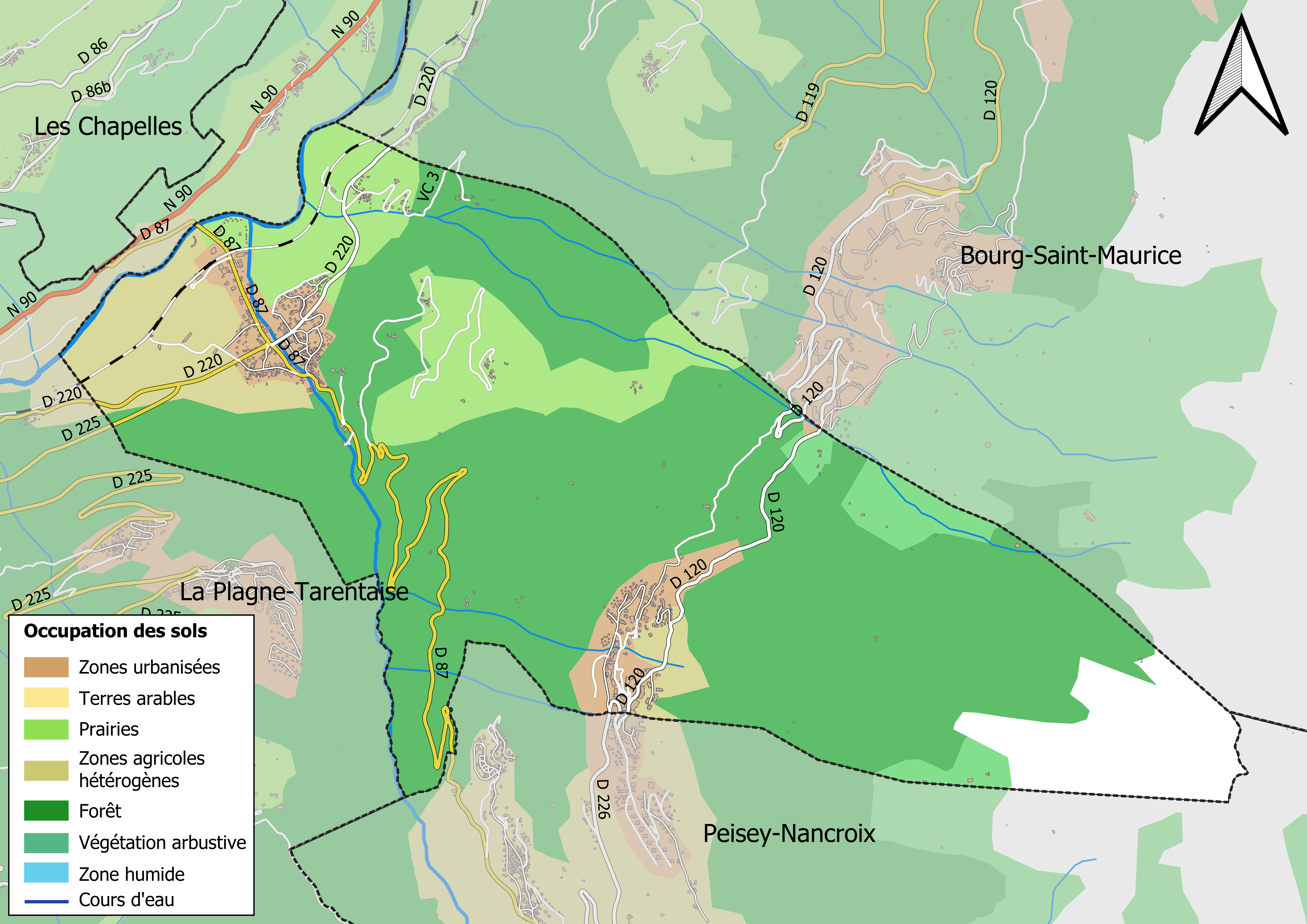
Kaart van de gemeente met de belangrijkste infrastructuur, bodemgebruik en omliggende gemeenten

## Verkeer en vervoer
In de gemeente ligt spoorwegstation Landry.

## Demografie
Onderstaande figuur toont het verloop van het inwonertal (bron: INSEE-tellingen).